# Ruth First
Pour les articles homonymes, voir First.
Ruth First,  née Ruth Héloïse First le 4 mai 1925 à Johannesburg et morte assassinée le 17 août 1982 à Maputo, est une chercheuse sud-africaine, connue pour son engagement dans la lutte contre l'apartheid.

## Biographie
Ruth First, née à Johannesburg le 4 mai 1925, est la fille de Julius et Mathilda First, membres fondateurs du Parti communiste sud-africain (South African Communist Party ou SACP) . Lors de ses études à l’université du Witwatersrand, elle rencontre notamment Nelson Mandela, Eduardo Mondlane et Joe Slovo, né en Lituanie comme ses parents. Après ses études, elle travaille  pour les services sociaux de la ville de Johannesburg, puis intègre la rédaction de l’hebdomadaire sud-africain de gauche The Guardian, dont elle devient rédactrice en chef) . En août 1949, elle épouse Joe Slovo, qui sera secrétaire général du SACP de 1984 à 1991. Ensemble, ils ont trois enfants : Shawn Slovo, Gillian Slovo et Robyn Slovo (en).
En 1950, le Parti communiste sud-africain est interdit. En 1956, elle est arrêtée avec Joe Slovo. Ils font partie des 156 inculpés du procès dit « de la trahison ». Au terme d’une procédure de quatre ans, elle est finalement acquittée. Mais en 1960 toujours, après le massacre de Sharpeville, elle préfère s’installer au Swaziland avec ses enfants. Six mois plus tard, elle revient à Johannesburg et entre à la rédaction du Johannesburg New Age. En 1963, elle est arrêtée de nouveau, comme Nelson Mandela, Walter Sisulu et Govan Mbeki . Elle reste emprisonnée pendant Cent Dix-sept Jours (titre qu’elle choisira pour un de ses ouvrages). Maintenue isolée, désespérée, elle tente de se donner la mort. Puis c’est l’exil, en Angleterre, où elle rejoint sa famille, puis en Afrique.
En mai 1982, alors qu'elle est chercheur au Mozambique à l'Université Eduardo Mondlane au sein du centre d'études africaines, elle est destinataire d'un colis piégé qui la tue. L'expéditeur du colis est Craig Williamson (en), espion international à la solde de l'Afrique du Sud. Ce dernier sera amnistié en 2000 par la commission de la vérité et de la réconciliation.

## Hommages
Son nom a été donné à plusieurs édifices ou voies de communication. Ainsi, en 2016, la ville de Nantes, en France, a donné ce nom à une rue. 
Une bourse Ruth First  a été créée, décernée par l'université Wits, pour permettre à des journalistes, écrivains, chercheurs, cinéastes ou photographes de poursuivre des projets approfondis de nature à influencer la réflexion, la discussion et le débat en Afrique du Sud.